# Wyżni Myśliwski Przechód
Wyżni Myśliwski Przechód (słow. Vyšný Poľovnický priechod) – przełęcz w południowo-wschodniej grani Łomnicy, na jej odcinku zwanym Łomnicką Granią. Oddziela od siebie Wielką Łomnicką Basztę na północnym zachodzie i Myśliwską Czubę na południowym wschodzie. Znajduje się tuż poniżej wierzchołka tego ostatniego wzniesienia.
Po południowo-zachodniej stronie przełęczy w stokach wyróżnia się liczne obiekty należące do ścian Wielkiej Łomnickiej Baszty. Bezpośrednio poniżej Wyżniego Myśliwskiego Przechodu położony jest Dziurawy Upłaz, w dolnej części przechodzący w Zadni Myśliwski Żleb. Po drugiej stronie grani, na wschód od przełęczy stoki Pustego Pola opadają do Pustej Żlebiny. Bezpośrednio pod siodło pnie się orograficznie lewa odnoga tego żlebu.
Przełęcz jest wyłączona z ruchu turystycznego. Najdogodniejsza droga dla taterników prowadzi na nią od Łomnickiej Przełęczy trawersem po stronie Doliny Łomnickiej. Wyżni Myśliwski Przechód, podobnie jak inne obiekty w Łomnickiej Grani, był odwiedzany od dawna przez myśliwych polujących na kozice.